# Barbórka

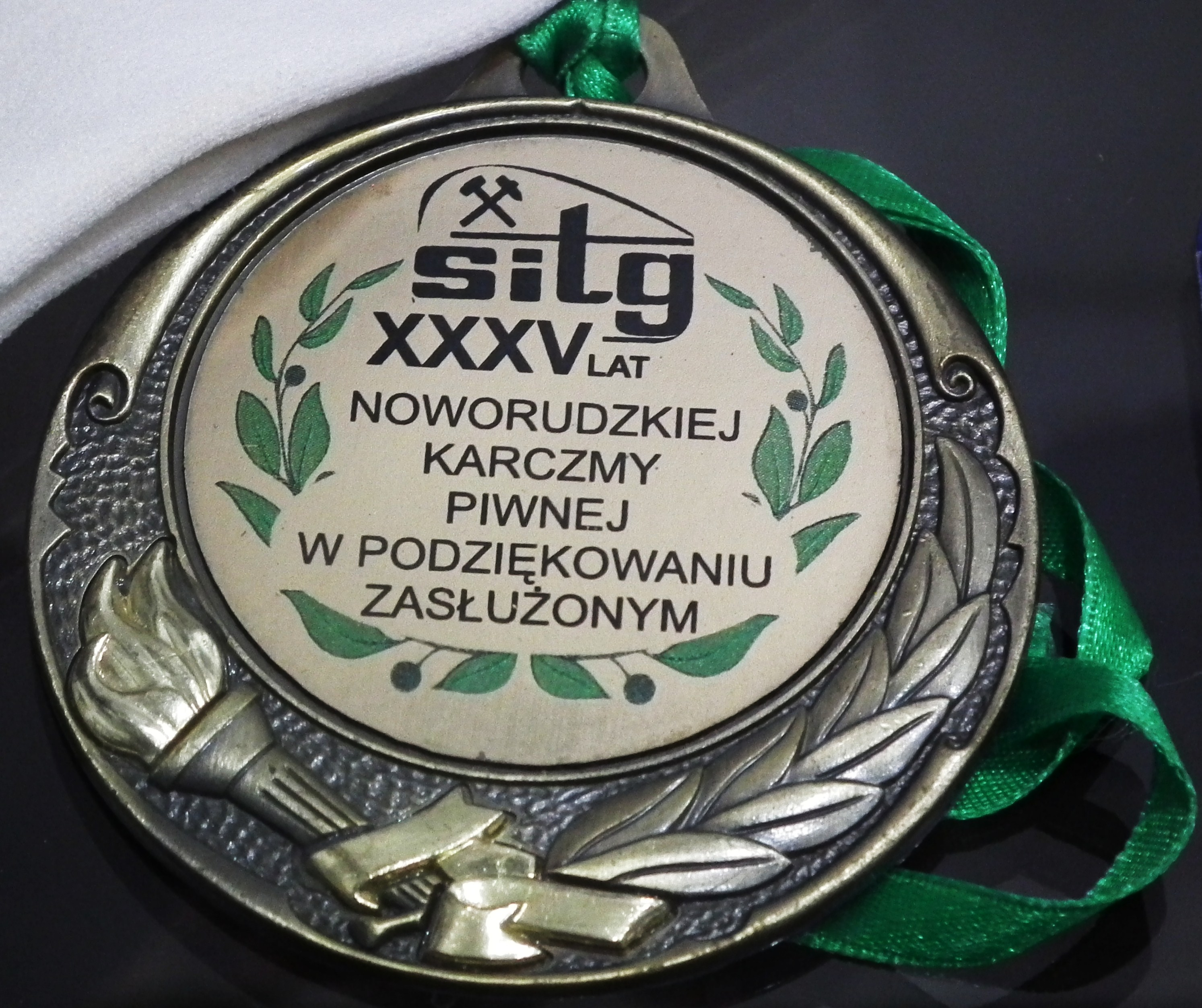
Medal okolicznościowy Karczmy Piwnej z Nowej Rudy

Barbórka (dawna pisownia Barburka), Dzień Górnika – tradycyjne święto górnicze, obchodzone w Polsce 4 grudnia, w dniu św. Barbary z Nikomedii, patronki dobrej śmierci i trudnej pracy. Poza górnikami Barbórkę obchodzą także geolodzy i inne osoby wykonujące zawody związane z poszukiwaniem paliw kopalnych.
W tradycji górniczej Barbórka rozpoczyna się poranną uroczystą mszą w kościele lub w cechowni, przy figurze św. Barbary. Następnie orkiestra górnicza maszeruje grając m.in. swój hymn w osiedlach zamieszkanych przez górników i ich rodziny (np. familok) oraz pod domami dyrekcji. Odbywają się uroczyste akademie oraz spotkania. Z okazji tego dnia organizowane są również: koncerty, występy artystyczne, zabawy oraz bale, w których uczestniczą całe rodziny górnicze.

## Karczmy piwne
W dniach poprzedzających to święto organizowane są tzw. karczmy piwne, w których biorą udział górnicy oraz osoby związane z górnictwem (emeryci, pracownicy firm kooperujących z kopalniami, naukowcy z wydziałów górniczych wyższych uczelni oraz osoby tam studiujące). Karczmy piwne przeznaczone dla dozoru górniczego organizowane są przez Stowarzyszenie Inżynierów i Techników Górnictwa (SITG). Odpowiednikiem karczmy piwnej są organizowane dla kobiet tzw. combry babskie.
Karczmy piwne, wbrew powszechnej opinii, nie mają długiej tradycji – pojawiły się na stałe w latach 80. XX wieku (wcześniej, w poprzedniej dekadzie, odbywały się tzw. spotkania gwarków przy piwie). Do tego okresu Barbórka była uroczystością religijno-rodzinną, bez zakrapianych imprez tylko dla górników. Według dr Beaty Piechy-van Schagen władze Polski Ludowej, organizując świeckie imprezy, chciały zmniejszyć ich religijny charakter. Również combry babskie w dzisiejszej formie to tradycja świeża, z lat 90. XX wieku, niemająca nic wspólnego z oryginałem – imprezą zapustną.
Karczma piwna odbywa się według pewnego stałego, rytuału. Uczestnicy zasiadają przy dwóch długich stołach, starsi (stare strzechy) oraz młodsi (młode strzechy), dzielą się na tzw. tablice lewą i prawą, współzawodniczą ze sobą na punkty, władzę nad tablicami sprawują tzw. Kontrapunkty powoływani przez Wysokie Prezydium w sprawach piwnych i nie tylko piwnych, nigdy nieomylne. Karczma oficjalnie rozpoczyna się odśpiewaniem hymnu górniczego. Podczas biesiady śpiewane są pieśni i piosenki górnicze, opowiada się dowcipy, zasłużonych nagradza się szpadami górniczymi, wręczane są również prezenty nawiązujące w jakiś sposób do śmiesznych wydarzeń mających miejsce od ostatniej biesiady.
Górnicy podczas karczmy piwnej są obowiązkowo ubrani w mundur górniczy. Za nieprawidłowo skompletowany mundur, np. za źle dobrane skarpetki, Górnicze wysokie prezydium karze zakuciem w dyby lub wypiciem piwa z solą.
Nowi adepci przyjmowani są uroczyście do braci górniczej zwyczajem wywodzącym się ze średniowiecza, najpierw odbywa się ślubowanie, następnie ma miejsce symboliczny skok przez skórę, którą trzyma dwóch seniorów stanu górniczego oraz uderzenie szpadą po ramieniu adepta przez Lisa major, który następnie przypasowuje górnikowi skórę i w tej chwili jest przyjęty do stanu górniczego. Ta tradycja wywodzi się z uczelni górniczej w Leoben, skąd polscy studenci przywieźli ją do Galicji. Najpierw pojawiła się w Krakowie, a po II wojnie światowej na Śląsku.

W warszawskiej dzielnicy Wawer znajduje się ulica Barbórki.